# Équipe d'Angleterre de football à la Coupe du monde 1954
L'Équipe d'Angleterre de football est quart de finaliste de la coupe du monde de football de 1954.

## Effectif
| Numéro / Nom       | Numéro / Nom        | Club                    | Date de naissance | J.              | Buts            |                 |                 |                 |
| Gardiens de but    | Gardiens de but     | Gardiens de but         | Gardiens de but   | Gardiens de but | Gardiens de but | Gardiens de but | Gardiens de but | Gardiens de but |
| ------------------ | ------------------- | ----------------------- | ----------------- | --------------- | --------------- | --------------- | --------------- | --------------- |
| 1                  | Gil Merrick         | Birmingham City         | 26 janvier 1922   | 0               | 0               | 0               | 0               | 0               |
| 12                 | Ted Burgin          | Sheffield United        | 29 avril 1927     | 0               | 0               | 0               | 0               | 0               |
| Défenseurs         |                     |                         |                   |                 |                 |                 |                 |                 |
| 2                  | Ron Staniforth      | Huddersfield Town       | 13 avril 1924     | 0               | 0               | 0               | 0               | 0               |
| 3                  | Roger Byrne         | Manchester United       | 8 septembre 1929  | 0               | 0               | 0               | 0               | 0               |
| 4                  | Billy Wright        | Wolverhampton Wanderers | 6 février 1924    | 0               | 0               | 0               | 0               | 0               |
| 13                 | Ken Green           | Birmingham City         | 27 avril 1924     | 0               | 0               | 0               | 0               | 0               |
| 15                 | Allenby Chilton     | Manchester United       | 16 septembre 1918 | 0               | 0               | 0               | 0               | 0               |
| Milieux de terrain |                     |                         |                   |                 |                 |                 |                 |                 |
| 5                  | Syd Owen            | Luton Town              | 28 février 1922   | 0               | 0               | 0               | 0               | 0               |
| 6                  | Jimmy Dickinson     | Portsmouth              | 24 avril 1925     | 0               | 0               | 0               | 0               | 0               |
| 14                 | Bill McGarry        | Huddersfield Town       | 10 juin 1927      | 0               | 0               | 0               | 0               | 0               |
| 16                 | Albert Quixall      | Sheffield Wednesday     | 9 août 1933       | 0               | 0               | 0               | 0               | 0               |
| 19                 | Ken Armstrong       | Chelsea                 | 3 juin 1924       | 0               | 0               | 0               | 0               | 0               |
| 20                 | Bedford Jezzard     | Fulham                  | 19 octobre 1924   | 0               | 0               | 0               | 0               | 0               |
| 21                 | Johnny Haynes       | Fulham                  | 17 octobre 1934   | 0               | 0               | 0               | 0               | 0               |
| Attaquants         |                     |                         |                   |                 |                 |                 |                 |                 |
| 7                  | Stanley Matthews    | Blackpool               | 1er février 1915  | 0               | 0               | 0               | 0               | 0               |
| 8                  | Ivor Broadis        | Newcastle United        | 18 décembre 1922  | 0               | 0               | 0               | 0               | 0               |
| 9                  | Nat Lofthouse       | Bolton Wanderers        | 27 août 1925      | 0               | 0               | 0               | 0               | 0               |
| 10                 | Tommy Taylor        | Manchester United       | 29 janvier 1932   | 0               | 0               | 0               | 0               | 0               |
| 11                 | Tom Finney          | Preston North End       | 5 avril 1922      | 0               | 0               | 0               | 0               | 0               |
| 15                 | Dennis Wilshaw      | Wolverhampton Wanderers | 11 mars 1926      | 0               | 0               | 0               | 0               | 0               |
| 17                 | Jimmy Mullen        | Wolverhampton Wanderers | 6 janvier 1923    | 0               | 0               | 0               | 0               | 0               |
| 22                 | Harry Hooper        | West Ham United         | 14 juin 1933      | 0               | 0               | 0               | 0               | 0               |
| Sélectionneur      |                     |                         |                   |                 |                 |                 |                 |                 |
|                    | Walter Winterbottom |                         | 31 mars 1913      |                 |                 |                 |                 |                 |

## Qualification
L'Angleterre se qualifie en finissant première de l'édition 1953-1954 du British Home Championship qui sert de groupe qualificatif devant l'Écosse, l'Irlande du Nord et le Pays de Galles.

## La coupe du monde

### Premier tour
| 17 juin 1954                      | Angleterre                            | 4 - 4 a.p. | Belgique                                          | Stade Saint-Jacques, Bâle                     |                                               |
| 18:10 · Historique des rencontres | Broadis 26e, 63e · Lofthouse 36e, 91e |            | Anoul 5e, 71e · Coppens 67e · Dickinson 94e (csc) | Spectateurs : 40 000 Arbitrage : M. Schmetzer | Spectateurs : 40 000 Arbitrage : M. Schmetzer |
| 18:10 · Historique des rencontres | (Rapport)                             |            |                                                   | Spectateurs : 40 000 Arbitrage : M. Schmetzer | Spectateurs : 40 000 Arbitrage : M. Schmetzer |

| 20 juin 1954                      | Angleterre               | 2 - 0 | Suisse | Stade du Wankdorf, Berne                  |                                           |
| 17:10 · Historique des rencontres | Mullen 43e · Wilshaw 69e |       |        | Spectateurs : 50 000 Arbitrage : M. Zsolt | Spectateurs : 50 000 Arbitrage : M. Zsolt |
| 17:10 · Historique des rencontres | (Rapport)                |       |        | Spectateurs : 50 000 Arbitrage : M. Zsolt | Spectateurs : 50 000 Arbitrage : M. Zsolt |

#### Quarts de finale
| 26 juin 1954                      | Uruguay                                               | 4 - 2 | Angleterre                 | Stade Saint-Jacques, Bâle                   |                                             |
| 17:00 · Historique des rencontres | Borges 5e · Varela 39e · Schiaffino 46e · Ambrois 78e |       | Lofthouse 16e · Finney 67e | Spectateurs : 35 000 Arbitrage : M. Steiner | Spectateurs : 35 000 Arbitrage : M. Steiner |
| 17:00 · Historique des rencontres | (Rapport)                                             |       |                            | Spectateurs : 35 000 Arbitrage : M. Steiner | Spectateurs : 35 000 Arbitrage : M. Steiner |